# Mimoúrovňová křižovatka Malovanka

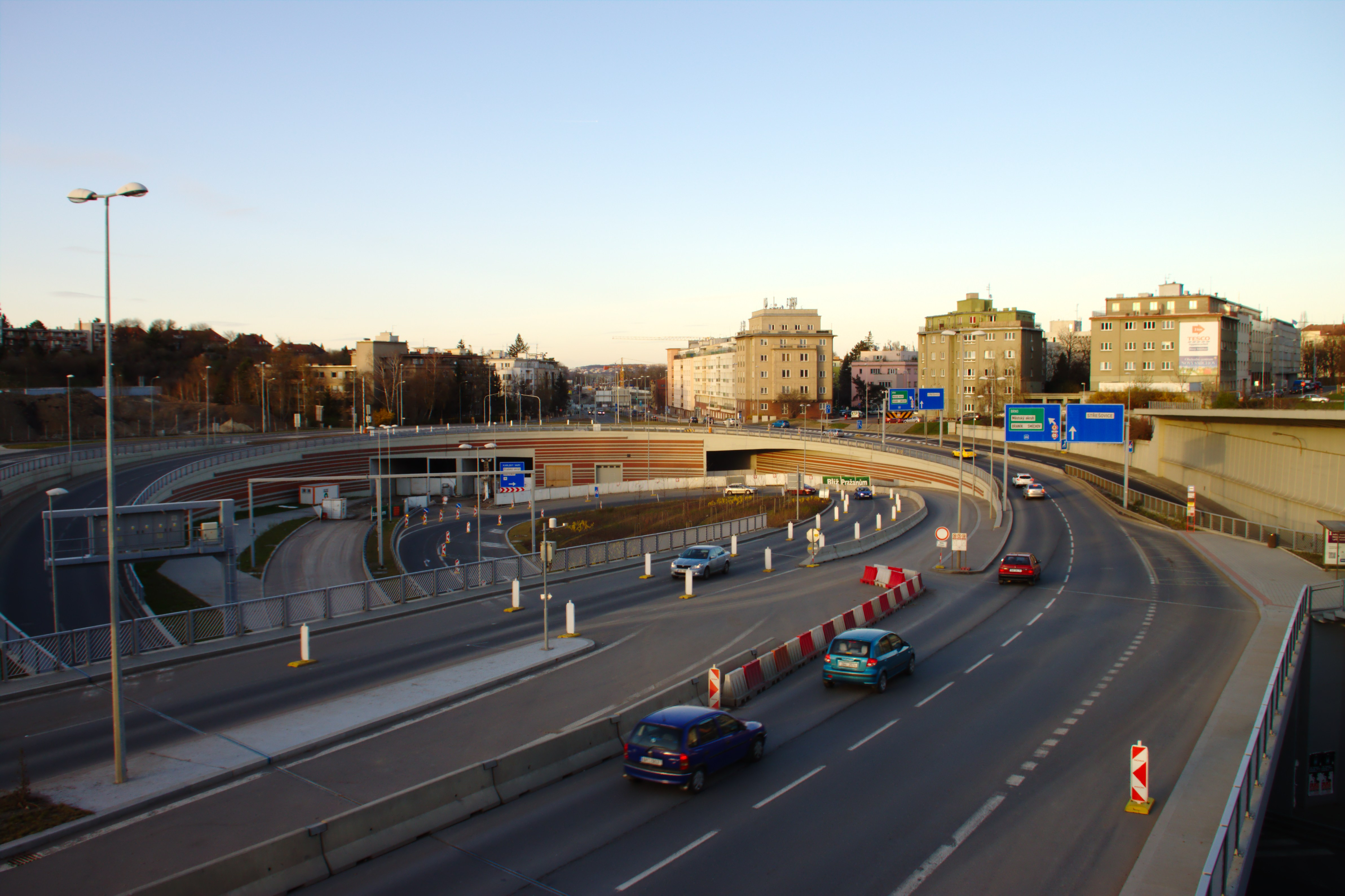
MÚK Malovanka, pohled směrem do centra

Mimoúrovňová křižovatka Malovanka (zkráceně MÚK Malovanka) je součást pražského městského okruhu v oblasti Malovanka. Křižovatka se nachází na Patočkově ulici a umožňuje její propojení s městským okruhem. Je zde severní portál Strahovského tunelu a jižní portál Brusnického tunelu, jenž je součástí tunelového komplexu Blanka. V budoucnu by na MÚK měla být napojena plánovaná Břevnovská radiála.
V souvislosti s výstavbou tunelového komplexu Blanka došlo v minulosti ke zkapacitnění a vzniku MÚK z pouhé křižovatky Patočkovy ulice a Strahovského tunelu. Proti výstavbě protestoval například ministr zahraničí Karel Schwarzenberg.

## Plány
Křižovatka svým umístěním rozdělila části Prahy Břevnov a Střešovice a pro chodce bylo složité ji překonat. Praha 6 proto přijala návrh architektů Jiřího Opočenského a Štěpána Valoucha překlenout křižovatku pěší lávkou nad úrovní silnice.
Součástí návrhu je také doplnit stěny kolem komunikací zelenými popínavými rostlinami.
Byla zpracována také studie zakrytí prostoru před portály zdejších tunelů v prostoru MÚK - viz externí odkazy.

## Výstavba

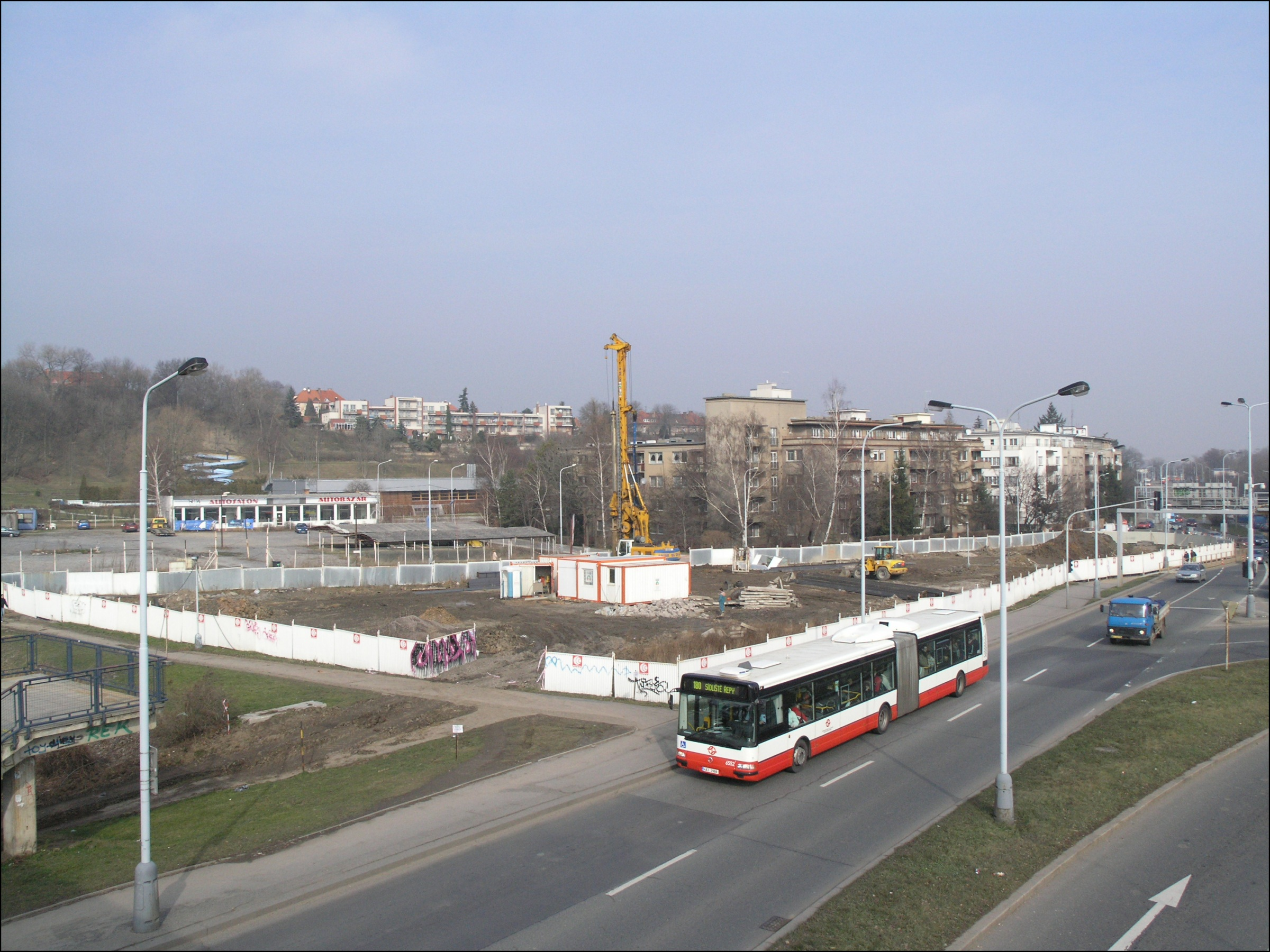
únor 2007
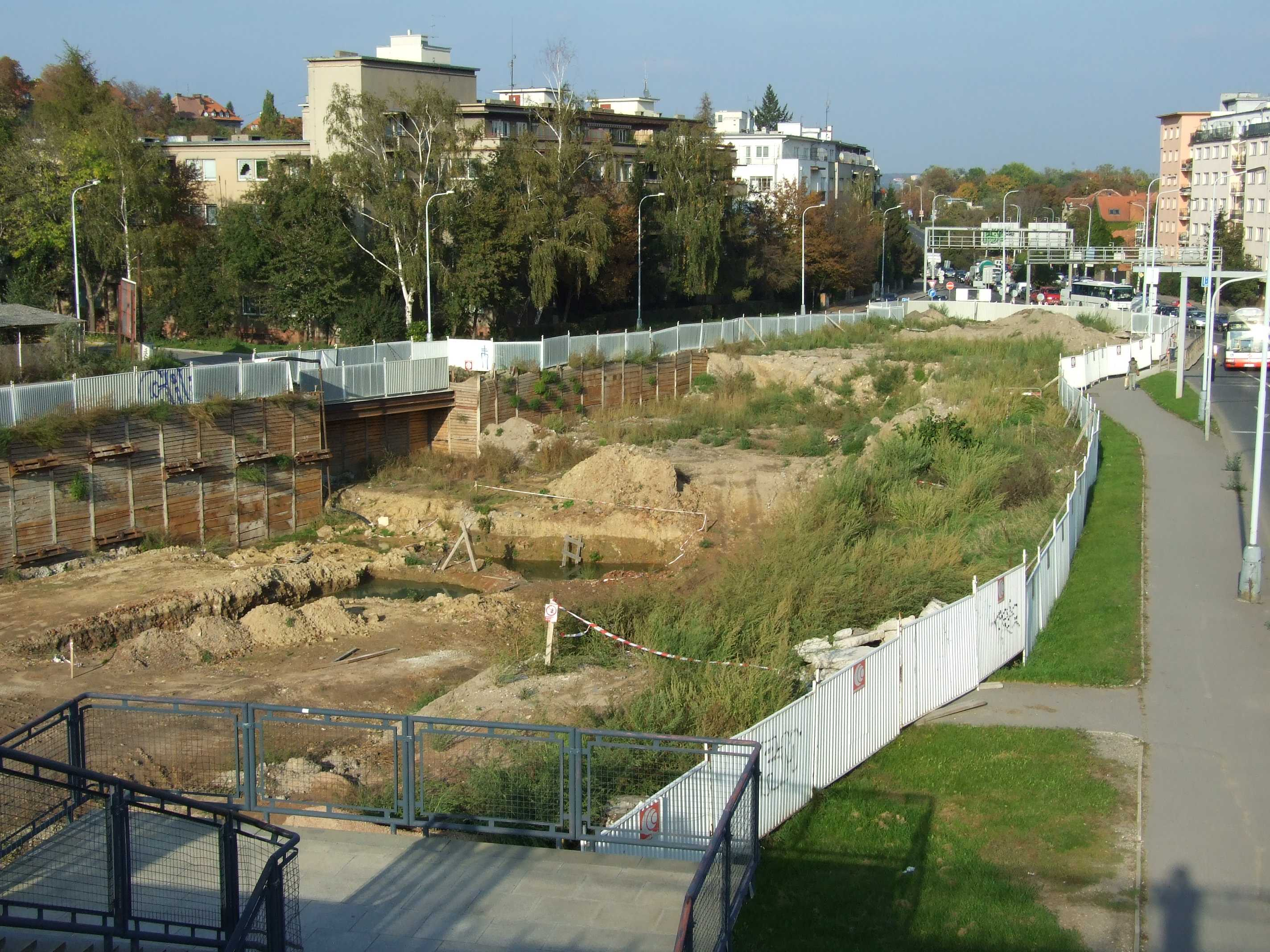
říjen 2007
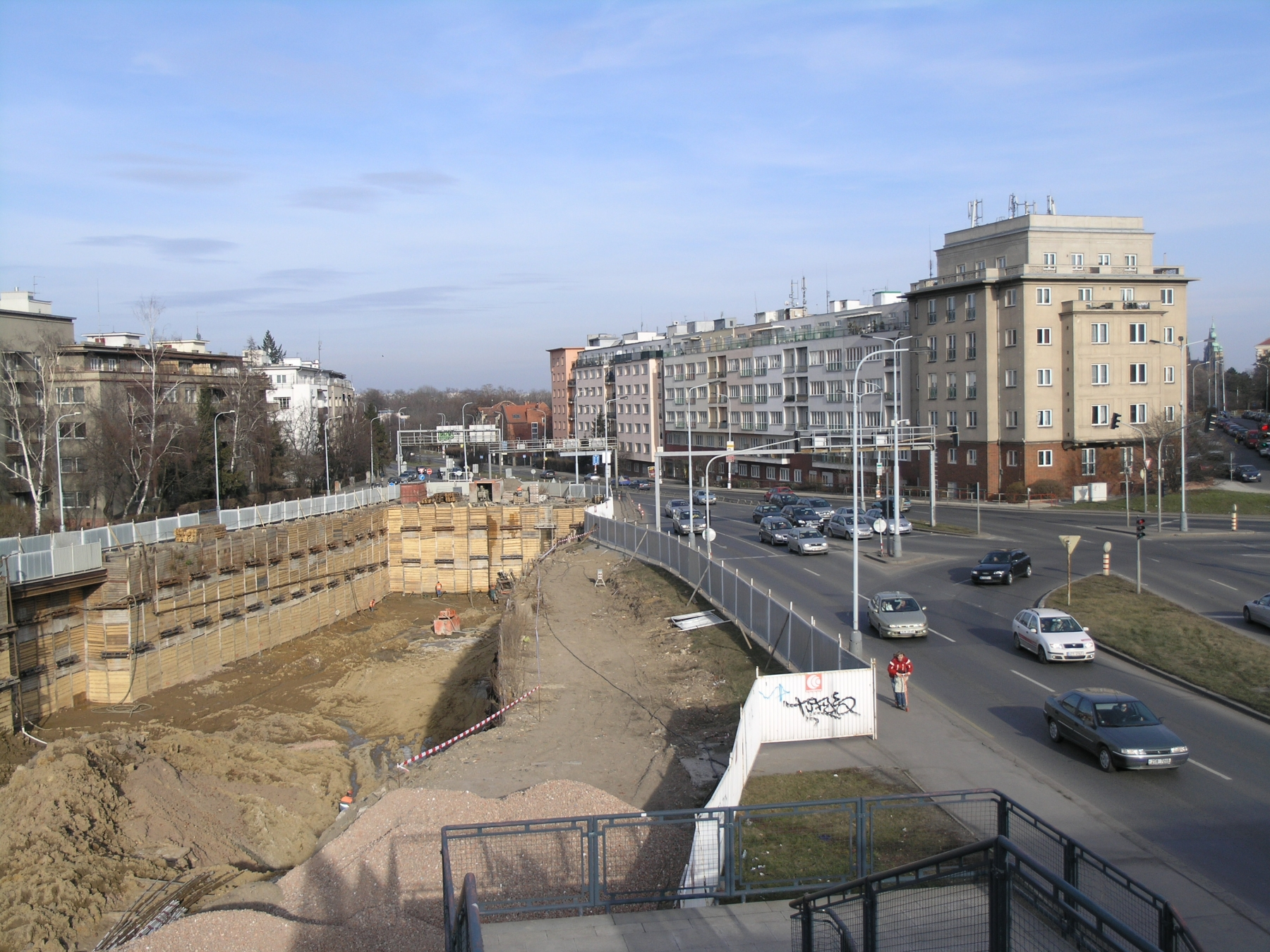
únor 2008
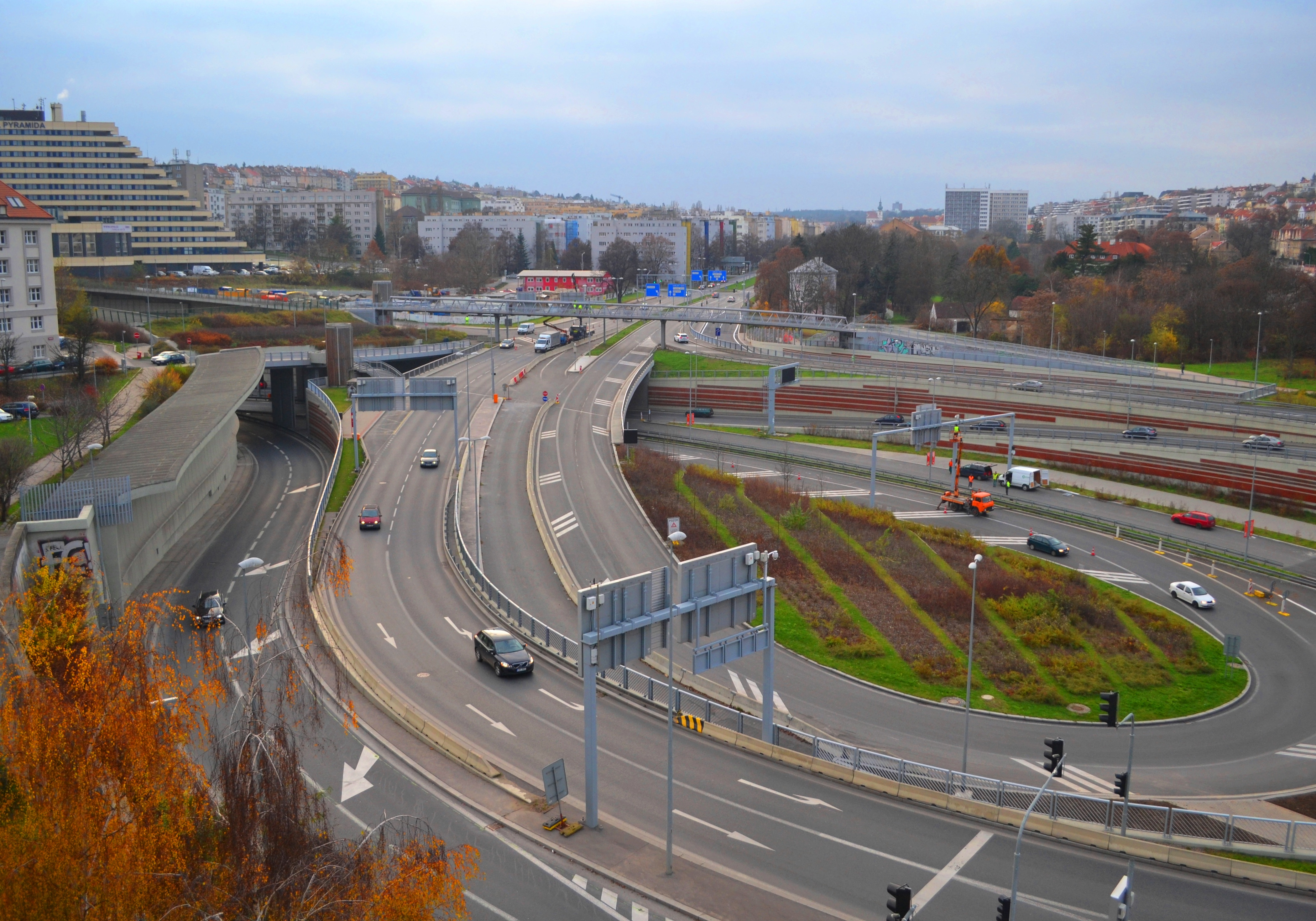
listopad 2014

### Potok Brusnice
Potok Brusnice, který kolem hradeb Pražského hradu vyhloubil Jelení příkop, se vlivem stavby MÚK Malovanka, musel ve zvýšené míře přesunout pod zem.